# Fussballclub Red Bull Salzburg 2019-2020
Questa voce raccoglie le informazioni riguardanti il Red Bull Salisburgo nelle competizioni ufficiali della stagione 2019-2020.

## Maglie e sponsor
Lo sponsor tecnico per la stagione 2019-2020 è Nike.
| Casa | Trasferta | Casa coppe europee |

## Rosa
| N. |                                 | Ruolo | Calciatore               |
| -- | ------------------------------- | ----- | ------------------------ |
| 1  | Austria (bandiera)              | P     | Cican Stanković          |
| 4  | Ghana (bandiera)                | C     | Majeed Ashimeru          |
| 5  | Austria (bandiera)              | D     | Albert Vallci            |
| 6  | Camerun (bandiera)              | D     | Jérôme Onguéné           |
| 7  | Mali (bandiera)                 | A     | Sekou Koita              |
| 8  | Mali (bandiera)                 | C     | Diadie Samassékou        |
| 8  | Germania (bandiera)             | A     | Mërgim Berisha           |
| 9  | Corea del Sud (bandiera)        | A     | Hwang Hee-chan           |
| 11 | Bosnia ed Erzegovina (bandiera) | A     | Smail Prevljak           |
| 14 | Ungheria (bandiera)             | C     | Dominik Szoboszlai       |
| 15 | Brasile (bandiera)              | D     | André Ramalho            |
| 16 | Austria (bandiera)              | C     | Zlatko Junuzović         |
| 17 | Austria (bandiera)              | D     | Andreas Ulmer (capitano) |
| 18 | Giappone (bandiera)             | A     | Takumi Minamino          |
| 19 | Mali (bandiera)                 | C     | Mohamed Camara           |

| N. |                      | Ruolo | Calciatore               |
| -- | -------------------- | ----- | ------------------------ |
| 20 | Zambia (bandiera)    | A     | Patson Daka              |
| 23 | Svizzera (bandiera)  | P     | Philipp Köhn             |
| 25 | Austria (bandiera)   | D     | Patrick Farkas           |
| 27 | Germania (bandiera)  | A     | Karim Adeyemi            |
| 28 | Francia (bandiera)   | C     | Antoine Bernède          |
| 30 | Norvegia (bandiera)  | A     | Erling Haaland           |
| 31 | Brasile (bandiera)   | P     | Carlos Miguel Coronel    |
| 33 | Germania (bandiera)  | P     | Alexander Walke          |
| 34 | Croazia (bandiera)   | D     | Marin Pongračić          |
| 37 | Giappone (bandiera)  | C     | Masaya Okugawa           |
| 39 | Austria (bandiera)   | D     | Maximilian Wöber         |
| 43 | Danimarca (bandiera) | D     | Rasmus Nissen Kristensen |
| 45 | Zambia (bandiera)    | C     | Enock Mwepu              |
| 77 | Svizzera (bandiera)  | A     | Noah Okafor              |

## Calciomercato

### Sessione estiva
| Acquisti         | Acquisti              | Acquisti           | Acquisti                |
| R.               | Nome                  | da                 | Modalità                |
| ---------------- | --------------------- | ------------------ | ----------------------- |
| P                | Carlos Miguel Coronel | Philadelphia Union | fine prestito           |
| D                | Maximilian Wöber      | Siviglia           | definitivo (10,5 mln €) |
| C                | Majeed Ashimeru       | San Gallo          | fine prestito           |
| C                | Mohamed Camara        | Liefering          | definitivo              |
| C                | Masaya Okugawa        | Holstein Kiel      | fine prestito           |
| A                | Hwang Hee-chan        | Amburgo            | fine prestito           |
| Altre operazioni |                       |                    |                         |
| R.               | Nome                  | da                 | Modalità                |
| D                | Mahamadou Dembélé     | Fortuna Sittard    | fine prestito           |
| D                | Igor                  | Austria Vienna     | fine prestito           |
| D                | Rasmus Kristensen     | Ajax               | definitivo (5 mln €)    |
| D                | Bryan Okoh            | Team Vaud          | definitivo (2 mln €)    |
| D                | Asger Sørensen        | Jahn Ratisbona     | fine prestito           |
| C                | David Atanga          | Greuther Fürth     | fine prestito           |
| C                | Ousmane Diakité       | Liefering          | fine prestito           |
| C                | Mathias Honsak        | Holstein Kiel      | fine prestito           |
| C                | Maurits Kjærgaard     | Lyngby             | definitivo (2,7 mln €)  |
| A                | Luis Phelipe          | Red Bull Brasil    | definitivo              |
| A                | Benjamin Sesko        | Domžale            | definitivo (2,5 mln €)  |

| Cessioni         | Cessioni            | Cessioni            | Cessioni                |
| R.               | Nome                | a                   | Modalità                |
| ---------------- | ------------------- | ------------------- | ----------------------- |
| D                | Stefan Lainer       | Borussia M'gladbach | definitivo (12,5 mln €) |
| C                | Christoph Leitgeb   | Sturm Graz          | svincolato              |
| C                | Diadie Samassékou   | Hoffenheim          | definitivo (12 mln €)   |
| C                | Xaver Schlager      | Wolfsburg           | definitivo (15 mln €)   |
| C                | Hannes Wolf         | RB Lipsia           | definitivo (12 mln €)   |
| A                | Munas Dabbur        | Siviglia            | definitivo (17 mln €)   |
| A                | Fredrik Gulbrandsen | İstanbul Başakşehir | svincolato              |
| Altre operazioni |                     |                     |                         |
| R.               | Nome                | a                   | Modalità                |
| D                | Mahamadou Dembélé   | Troyes              | definitivo              |
| D                | Igor                | SPAL                | definitivo (3 mln €)    |
| D                | Gideon Mensah       | Zulte Waregem       | prestito                |
| D                | Bryan Okoh          | Liefering           | prestito                |
| D                | Asger Sørensen      | Norimberga          | definitivo (0,5 mln €)  |
| D                | Darko Todorović     | Holstein Kiel       | prestito                |
| C                | David Atanga        | Holstein Kiel       | definitivo (0,5 mln €)  |
| C                | Ousmane Diakité     | Altach              | prestito                |
| C                | Youba Diarra        | St. Pauli           | prestito                |
| C                | Mathias Honsak      | Darmstadt           | definitivo (0,75 mln €) |
| C                | Maurits Kjærgaard   | Liefering           | prestito                |
| A                | Luis Phelipe        | Liefering           | prestito                |
| A                | Benjamin Sesko      | Liefering           | prestito                |

### Sessione invernale
| Acquisti         | Acquisti         | Acquisti  | Acquisti              |
| R.               | Nome             | da        | Modalità              |
| ---------------- | ---------------- | --------- | --------------------- |
| A                | Karim Adeyemi    | Liefering | fine prestito         |
| A                | Mërgim Berisha   | Altach    | fine prestito         |
| A                | Noah Okafor      | Basilea   | definitivo (11,2 mln) |
| Altre operazioni |                  |           |                       |
| R.               | Nome             | da        | Modalità              |
| C                | Youba Diarra     | St. Pauli | fine prestito         |
| A                | Anderson Niangbo | Liefering | definitivo            |

| Cessioni         | Cessioni             | Cessioni          | Cessioni               |
| R.               | Nome                 | a                 | Modalità               |
| ---------------- | -------------------- | ----------------- | ---------------------- |
| D                | Marin Pongračić      | Wolfsburg         | definitivo (10 mln €)  |
| A                | Erling Haaland       | Borussia Dortmund | definitivo (20 mln €)  |
| A                | Takumi Minamino      | Liverpool         | definitivo (8,5 mln €) |
| A                | Smail Prevljak       | Eupen             | prestito               |
| Altre operazioni |                      |                   |                        |
| R.               | Nome                 | a                 | Modalità               |
| D                | Kilian Ludewig       | Barnsley          | prestito               |
| D                | Jasper van der Werff | Basilea           | prestito               |
| A                | Anderson Niangbo     | Gent              | definitivo (4 mln €)   |

## Risultati

### Bundesliga

#### Girone d'andata
| Arbitro: | Harkam |

|  |           |                          |
|  | Marcatori | 35’ Minamino 82’ Okugawa |

| Arbitro: | Heiß |

|                                                    |           |                  |
| Minamino 8’ Okugawa 11’ Håland 37’ (rig.) Daka 50’ | Marcatori | 54’ (rig.) Pušić |

| Arbitro: | Weinberger |

|                                                            |           |                         |
| Håland 22’, 65’, 89’ Sollbauer 39’ (aut.) A. Ramalho 90+1’ | Marcatori | 7’ Niangbo 78’ Weissman |

| Arbitro: | Muckenhammer |

|  |           |                                                            |
|  | Marcatori | 30’, 50’ Håland 38’ Hwang 53’ Minamino 55’ Ulmer 69’ Koita |

| Arbitro: | Lechner |

|                                                            |           |  |
| Hwang 22’ (rig.), 24’ Håland 28’ Daka 71’ Koita 80’ (rig.) | Marcatori |  |

| Arbitro: | Eisner |

|                  |           |                                                                 |
| Wöber 56’ (aut.) | Marcatori | 12’ Ashimeru 31’ A. Ramalho 41’ Håland 58’ Hwang 71’ Szoboszlai |

| Arbitro: | Drachta |

|                                                               |           |                     |
| A. Ramalho 23’ Okugawa 36’ Daka 50’, 87’ Håland 52’, 86’, 90’ | Marcatori | 44’ Huber 77’ Dossu |

| Arbitro: | Schörgenhofer |

|                          |           |               |
| Goiginger 4’ Frieser 18’ | Marcatori | 32’, 90’ Daka |

| Arbitro: | Harkam |

|                                         |           |                  |
| Ashimeru 33’ Koita 43’, 79’ Okugawa 55’ | Marcatori | 2’ (aut.) Vallci |

| Arbitro: | Lechner |

|                                                    |           |  |
| Koita 5’ Daka 11’, 24’, 59’ Prevljak 81’ Hwang 86’ | Marcatori |  |

| Arbitro: | Muckenhammer |

|            |           |           |
| Ljubic 17’ | Marcatori | 73’ Koita |

#### Girone di ritorno
| Arbitro: | Drachta |

|                                                  |           |                             |
| Szoboszlai 31’ (rig.) Håland 38’ Junuzović 90+4’ | Marcatori | 45+1’ Knasmüllner 87’ Barać |

| Arbitro: | Ciochirca |

|  |           |                      |
|  | Marcatori | 33’, 41’, 90+4’ Daka |

| Arbitro: | Altmann |

|  |           |                     |
|  | Marcatori | 4’, 76’, 88’ Håland |

| Arbitro: | Heiß |

|                          |           |                                |
| Minamino 13’ Okugawa 33’ | Marcatori | 43’ (rig.) Luxbacher 60’ Balić |

| Arbitro: | Eisner |

|           |           |           |
| Bakış 16’ | Marcatori | 77’ Hwang |

| Arbitro: | Kijas |

|                                                      |           |           |
| Daka 3’ Håland 9’ Okugawa 33’ Minamino 56’ Ulmer 82’ | Marcatori | 85’ Hager |

| Arbitro: | Schüttengruber |

|                          |           |                        |
| Rep 24’ Tadić 53’ (rig.) | Marcatori | 34’ Junuzović 85’ Daka |

| Arbitro: | Lechner |

|                       |           |                              |
| Okugawa 40’ Mwepu 81’ | Marcatori | 20’, 56’ Frieser 25’ Holland |

| Arbitro: | Muckenhammer |

|                                |           |              |
| Monschein 67’ Palmer-Brown 89’ | Marcatori | 7’, 70’ Daka |

| Arbitro: | Altmann |

|                                  |           |                |
| Sam 36’, 52’ Zwischenbrugger 80’ | Marcatori | 62’, 84’ Hwang |

| Arbitro: | Weinberger |

|                      |           |  |
| Okugawa 46’ Daka 74’ | Marcatori |  |

#### Poule scudetto
| Arbitro: | Eisner |

|                      |           |  |
| Daka 9’ Okafor 90+1’ | Marcatori |  |

| Arbitro: | Weinberger |

|  |           |                                                 |
|  | Marcatori | 4’, 11’, 46’ Daka 7’ Mwepu 40’ Koita 90’ Okafor |

| Arbitro: | Lechner |

|                |           |                                            |
| Hierländer 16’ | Marcatori | 8’, 10’, 43’ Szoboszlai 21’ Daka 66’ Hwang |

| Arbitro: | Altmann |

|                                   |           |           |
| Szoboszlai 8’ Daka 11’ Vallci 80’ | Marcatori | 56’ Raguz |

| Wolfsberg 17 giugno 2020, ore 18:30 CEST 27ª giornata | Wolfsberger | 0 – 0 referto | Salisburgo | Lavanttal Arena (0 spett.)\| Arbitro: \| Spurny \| |
| Arbitro:                                              | Spurny      |               |            |                                                    |

| Arbitro: | Schörgenhofer |

|                       |           |                             |
| Okugawa 19’ Mwepu 71’ | Marcatori | 80’ (aut.) Ulmer 80’ Liendl |

| Arbitro: | Schüttengruber |

|                        |           |                                                                                              |
| Kara 19’ Fountas 90+2’ | Marcatori | 22’ Okafor 30’ Mwepu 39’ Szoboszlai 44’ Vallci 60’ A. Ramalho 65’ Junuzović 79’ (rig.) Hwang |

| Arbitro: | Heiß |

|                                   |           |  |
| A. Ramalho 45’ Hwang 53’ Daka 59’ | Marcatori |  |

| Arbitro: | Ouschan |

|                                                              |           |                               |
| Adeyemi 22’ Onguéné 53’ Szoboszlai 73’ Koita 85’ Berisha 88’ | Marcatori | 79’ Kiteishvili 87’ Domínguez |

| Arbitro: | Schörgenhofer |

|  |           |                                                          |
|  | Marcatori | 67’ (rig.) Szoboszlai 73’ A. Ramalho 90+5’ (rig.) Camara |

### Coppa d'Austria
| Arbitro: | Grobelnik |

|            |           |                                                                  |
| Urgela 71’ | Marcatori | 5’ Minamino 34’ (rig.), 73’, 89’ Håland 39’, 54’ Farkas 47’ Daka |

| Arbitro: | Eisner |

|              |           |                                |
| Kitagawa 56’ | Marcatori | 51’ Szoboszlai 120+1’ Minamino |

| Arbitro: | Spurny |

|  |           |                                               |
|  | Marcatori | 7’ Okugawa 13’, 75’ Koita 28’ Daka 86’ Håland |

| Arbitro: | Ciochirca |

|  |           |                                     |
|  | Marcatori | 10’ Okugawa 73’ Junuzović 76’ Mwepu |

| Arbitro: | Schörgenhofer |

|           |           |  |
| Hwang 50’ | Marcatori |  |

| Arbitro: | Muckenhammer |

|                                                                        |           |  |
| Szoboszlai 19’ Štumberger 21’ (aut.) Okafor 53’ Ashimeru 65’ Koita 79’ | Marcatori |  |

### Fase a gironi
| Arbitro: | Zwayer |

|                                                          |           |                        |
| Håland 2’, 34’, 45’ Hwang 36’ Szoboszlai 45+2’ Ulmer 66’ | Marcatori | 40’ Lucumí 52’ Samatta |

| Arbitro: | Ekberg |

|                                      |           |                                   |
| Mané 9’ Robertson 25’ Salah 36’, 69’ | Marcatori | 39’ Hwang 56’ Minamino 60’ Håland |

| Arbitro: | Turpin |

|                        |           |                              |
| Håland 40’ (rig.), 72’ | Marcatori | 17’, 64’ Mertens 73’ Insigne |

| Arbitro: | Marciniak |

|            |           |                   |
| Lozano 44’ | Marcatori | 11’ (rig.) Håland |

| Arbitro: | Gestranius |

|             |           |                                            |
| Samatta 85’ | Marcatori | 43’ Daka 45’ Minamino 69’ Hwang 87’ Håland |

| Arbitro: | Makkelie |

|  |           |                     |
|  | Marcatori | 57’ Keïta 58’ Salah |

### Europa League
| Arbitro: | Palabıyık |

|                                 |           |                  |
| Kamada 12’, 43’, 53’ Kostić 56’ | Marcatori | 85’ (rig.) Hwang |

| Arbitro: | Bastien |

|                       |           |                |
| Ulmer 10’ Onguéné 72’ | Marcatori | 30’, 83’ Silva |

## Statistiche

### Statistiche di squadra
| Competizione                | Punti | In casa | In casa | In casa | In casa | In casa | In casa | In trasferta | In trasferta | In trasferta | In trasferta | In trasferta | In trasferta | Totale | Totale | Totale | Totale | Totale | Totale | DR  |
| Competizione                | Punti | G       | V       | N       | P       | Gf      | Gs      | G            | V            | N            | P            | Gf           | Gs           | G      | V      | N      | P      | Gf     | Gs     | DR  |
| --------------------------- | ----- | ------- | ------- | ------- | ------- | ------- | ------- | ------------ | ------------ | ------------ | ------------ | ------------ | ------------ | ------ | ------ | ------ | ------ | ------ | ------ | --- |
| Bundesliga (regular season) | 48    | 11      | 9       | 1       | 1       | 45      | 14      | 11           | 5            | 5            | 1            | 29           | 12           | 22     | 14     | 6      | 2      | 74     | 26     | +48 |
| Bundesliga (poule scudetto) | 26    | 5       | 4       | 1       | 0       | 15      | 5       | 5            | 4            | 1            | 0            | 21           | 3            | 10     | 8      | 2      | 0      | 36     | 8      | +28 |
| Coppa d'Austria             | -     | 1       | 1       | 0       | 0       | 1       | 0       | 5            | 5            | 0            | 0            | 22           | 2            | 6      | 6      | 0      | 0      | 23     | 2      | +21 |
| Champions League            | 7     | 3       | 1       | 0       | 2       | 8       | 7       | 3            | 1            | 1            | 1            | 8            | 6            | 6      | 2      | 1      | 3      | 16     | 13     | +3  |
| Europa League               | -     | 1       | 0       | 1       | 0       | 2       | 2       | 1            | 0            | 0            | 1            | 1            | 4            | 2      | 0      | 1      | 1      | 3      | 6      | -3  |
| Totale                      | 81    | 21      | 15      | 3       | 3       | 71      | 28      | 25           | 15           | 7            | 3            | 81           | 27           | 46     | 30     | 10     | 6      | 152    | 55     | +97 |

### Andamento in campionato
| Giornata  | 1 | 2 | 3 | 4 | 5 | 6 | 7 | 8 | 9 | 10 | 11 | 12 | 13 | 14 | 15 | 16 | 17 | 18 | 19 | 20 | 21 | 22 | 23 | 24 | 25 | 26 | 27 | 28 | 29 | 30 | 31 | 32 |
| --------- | - | - | - | - | - | - | - | - | - | -- | -- | -- | -- | -- | -- | -- | -- | -- | -- | -- | -- | -- | -- | -- | -- | -- | -- | -- | -- | -- | -- | -- |
| Luogo     | T | C | C | T | C | T | C | T | C | C  | T  | C  | T  | T  | C  | T  | C  | T  | C  | T  | T  | C  | C  | T  | T  | C  | T  | C  | T  | C  | C  | T  |
| Risultato | V | V | V | V | V | V | V | N | V | V  | N  | V  | V  | V  | N  | N  | V  | N  | P  | N  | P  | V  | V  | V  | V  | V  | N  | N  | V  | V  | V  | V  |
| Posizione | 4 | 1 | 1 | 1 | 1 | 1 | 1 | 1 | 1 | 1  | 1  | 1  | 1  | 1  | 1  | 1  | 1  | 1  | 2  | 2  | 2  | 2  | 1  | 1  | 1  | 1  | 1  | 1  | 1  | 1  | 1  | 1  |

Legenda:

Luogo: C = Casa; T = Trasferta. Risultato: V = Vittoria; N = Pareggio; P = Sconfitta.